# Lília Momplé
Lília Maria Clara Carrière Momplé (Ilha de Moçambique, Nampula, 19 de Março de 1935) é uma escritora moçambicana.

## Biografia
Lília Maria Clara Carrièrre Momplé nasceu em Nampula, Moçambique. A sua descendência familiar é uma mistura de vários elementos étnicos, incluindo macua, francês, indiano, chinês e mauriciano. Frequentou o Instituto Superior de Serviço Social de Lisboa e terminou com uma Licenciatura em Serviço social. Em 1995, tornou-se secretária-geral da Associação Moçambicana de Autores, cargo que desempenhou até 2001. Representou também Moçambique em várias reuniões internacionais como Membro do Conselho Executivo da Organização das Nações Unidas para a Educação, a Ciência e a Cultura (2001-2005).

## Carreira Literária
Uma grande parte da futura influência literária de Lília Momplé veio da sua avó, que, embora não soubesse ler nem escrever, sempre lhe contava histórias. As histórias da avó inspiraram a jovem Lília, porque os seus heróis eram muitas vezes criaturas frágeis, em vez dos típicos poderosos. Escritores portugueses, como Eça de Queirós e Fernando Pessoa, também influenciaram o caminho da carreira literária da Lília Momplé. No entanto, foi só com a leitura dos versos do poeta moçambicano José Craveirinha que ela tomou a decisão de se tornar escritora. Craveirinha foi o primeiro escritor moçambicano a retratar personagens africanas como protagonistas na sua poesia. Como Lília Momplé foi professora durante muitos anos, muitos dos temas das suas narrativas focam o tema da educação. Nas suas obras, ela também explora os papéis tradicionais das mulheres e as expectativas que as acompanham na sociedade, juntamente com as dificuldades que elas enfrentam. Ela tende a enfatizar questões relacionadas com a Raça, classe, género, e diferenças de cor e origem étnica.

## Prémios
- Prémio Caine para Escritores de África com o conto “O baile de Celina” (2001)[1].
- Prémio da Novelística (João Dias) no Concurso Literário do Centenário de Maputo com o conto "Caniço".
- Prémio José Craveirinha de Literatura (2011)

## Obras
- Ninguém matou Suhura. Maputo, Associação dos Escritores Moçambicanos, 1988, Colecção Karingana, n.º 7

Cinco contos baseados em factos verídicos da época colonial
- Neighbours. Maputo, Associação dos Escritores Moçambicanos, 1995. 2.ª ed., 1999. Colecção Karingana, n.º 16

Ilustração da capa: óleo de Catarina Temporário
- Os olhos da cobra verde. Maputo, Associação dos Escritores Moçambicanos, 1997. Colecção Karingana, n.º 18